# Требисов, Сергей Николаевич
Сергей Николаевич Требисов (род. 14 февраля 1963 года) — советский и казахстанский спортсмен (хоккей на траве).

## Карьера
В 1985-90 годах был вратарём в алма-атинском «Динамо». 
В чемпионате СССР провёл 185 игр. Шестикратный чемпион СССР (1985-1990). Обладатель Кубка СССР 1986 и 1987 годов, финалист Кубка СССР 1985, 1989 и 1990 годов.